# Pismo czakma

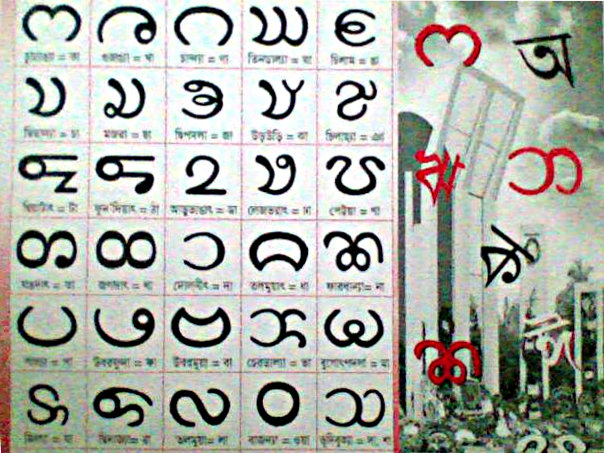
Pismo czakma

Pismo czakma (czakma: (Ajhā pāṭh)) – alfabet sylabiczny wywodzący się ze staroindyjskiego pisma brahmi, używany tradycyjnie do zapisywania języka czakma. Obecnie do zapisu języka czakma stosuje się najczęściej pismo bengalskie, natomiast alfabet czakma zaadaptowano na potrzeby blisko spokrewnionego języka tanchangya. Pismo czakma wykazuje duże podobieństwo do alfabetu birmańskiego.